# Francesc Pelagi Briz i Fernández

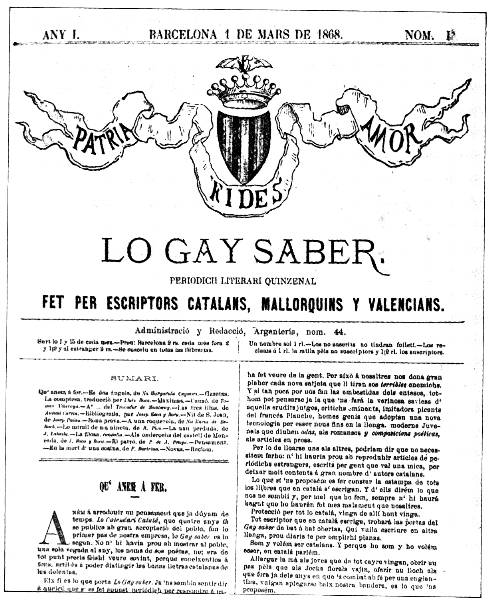
Primer número de la revista Lo Gay Saber, d'1 de març de 1868

Francesc Pelagi Briz i Fernández   (Barcelona, 27 de setembre de 1839 - Barcelona, 15 de juliol de 1889) fou un escriptor romàntic català i un dels renaixenços més actius. Escriptor, traductor i editor, dedicà la seva vida a la cultura. Fundà i dirigí diverses publicacions. Les seves grans fites foren la traducció de Mirèio de Frederic Mistral, en català en vers i en castellà en prosa (mai publicada), la publicació de la seva obra La masia dels amors i la proclamació com a Mestre en Gay Saber.

## Biografia
Briz fou un dels divulgadors del teatre popular català juntament amb Serafí Pitarra, Valentí Almirall o Conrad Roure. Inicialment col·laborà en La Revista de Cataluña i fundà la col·lecció literària El Novelista Popular, per a la qual traduí ell mateix obres d'Alexandre Dumas, Johann Wolfgang von Goethe, Victor Hugo i altres autors romàntics.
La influència de Frederic Mistral, de Josèp Romanilha i d'altres felibres el va dur a participar activament en la renaixença catalana, de la qual fou un dels actius més radicals i purs. Amb paraules de Joan Sardà, Briz fou el "campió del catalanisme", a causa de la seva incansable feina de divulgació de la cultura catalana i també de la literatura provençal. El 1869 participà en els Jocs Florals i fou proclamat mestre en Gai Saber. També fou un dels fundadors de la societat Jove Catalunya i el 1875 actuà de president dels Jocs Florals. Propugnà l'ús exclusiu del català en la producció literària i fou un dels iniciadors del moviment catalanista. Fundà i dirigí nombroses publicacions, com Calendari Català (1865-1882), la revista quinzenal Lo Gay Saber (1868-1869 i 1878-1882) i La Gramalla (1870).
Briz és considerat com un dels precursors del catalanisme polític i de la figura de l'intel·lectual de la Renaixença, atès el seu activisme del catalanisme literari, ple de sentiment patriòtic que mostra un fort ideari inèdit a l'època.

## Obres

### Poesia
- El brot d'acs (o, Lo brot d'achs) (1866)
- Lo llibre dels poetas, cansoner de obras rimadas dels segles XII, XIII, XIV, XV, XVI, XVII y XVIII (1867 o 1868)
- Flors i violes (1870)
- El llibre del cor meu (1874)
- Primaveres (1881)
- La masia dels amors (1866)
- L'Orientada (1889)
- Cap de Ferro (1889)
- Les balades
- Venjances del rei Pere

### Narracions
- Lo coronel d'Anjou (1872)
- La panolla (1873)
- La roja (1876)
- El llibre dels àngels (1865)
- El llibre dels nois (1869)
- Lo llibre dels cants
- Idilis
- Alazarch

### Teatre

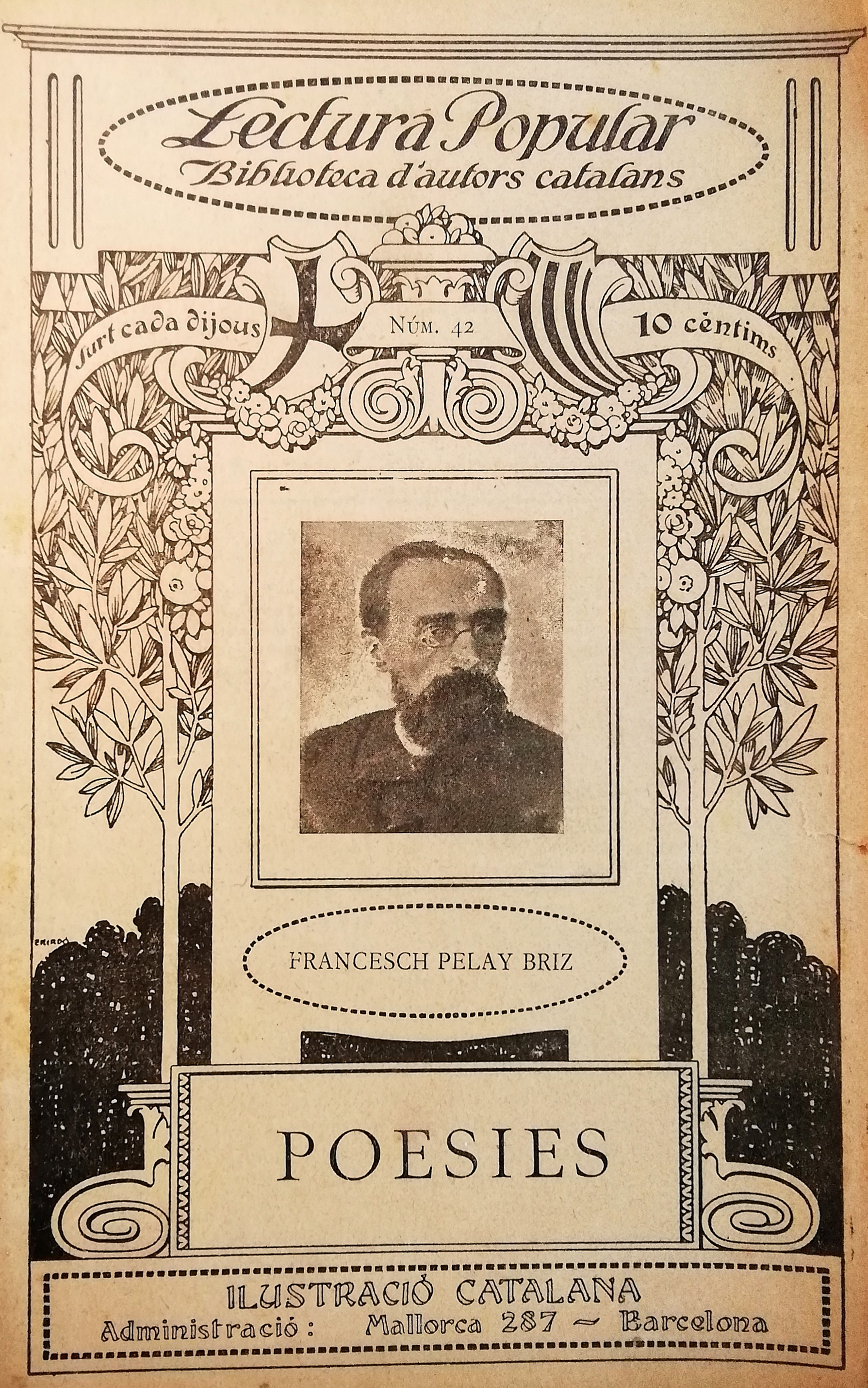
Poesies de Francesc Pelagi Briz. Llibret publicat a Barcelona per la col·lecció Lectura Popular Biblioteca d'autors catalans l'any 1914

- Poesies de Francesc Pelagi Briz. Llibret publicat a Barcelona per la col·lecció Lectura Popular Biblioteca d'autors catalans l'any 1914Bac de Roda (1868) drama en 3 actes
- Miquel Rius (1870) drama en tres actes
- La creu de plata (1866) drama en 3 actes, obra en la que debutà en el teatre català l'actor Hermenegild Goula.[3]
- Les males llengües (1871) drama en tres actes
- La pinya d'or (1878), comèdia de màgica
- La falç (1878) (en col·laboració amb Frederic Soler) drama en tres actes
- Qui s'espera es desespera, monòleg
- El barret blanc. Comèdia en un acte

### Reculls de folklore
- Cançons de la terra (1866-1884)
- Endevinalles populars catalanes (1882)

## Reconeixements
Al districte de Gràcia de Barcelona hi té dedicada una via pública: la baixada de Briz.